# カルチョ・フィオレンティノ

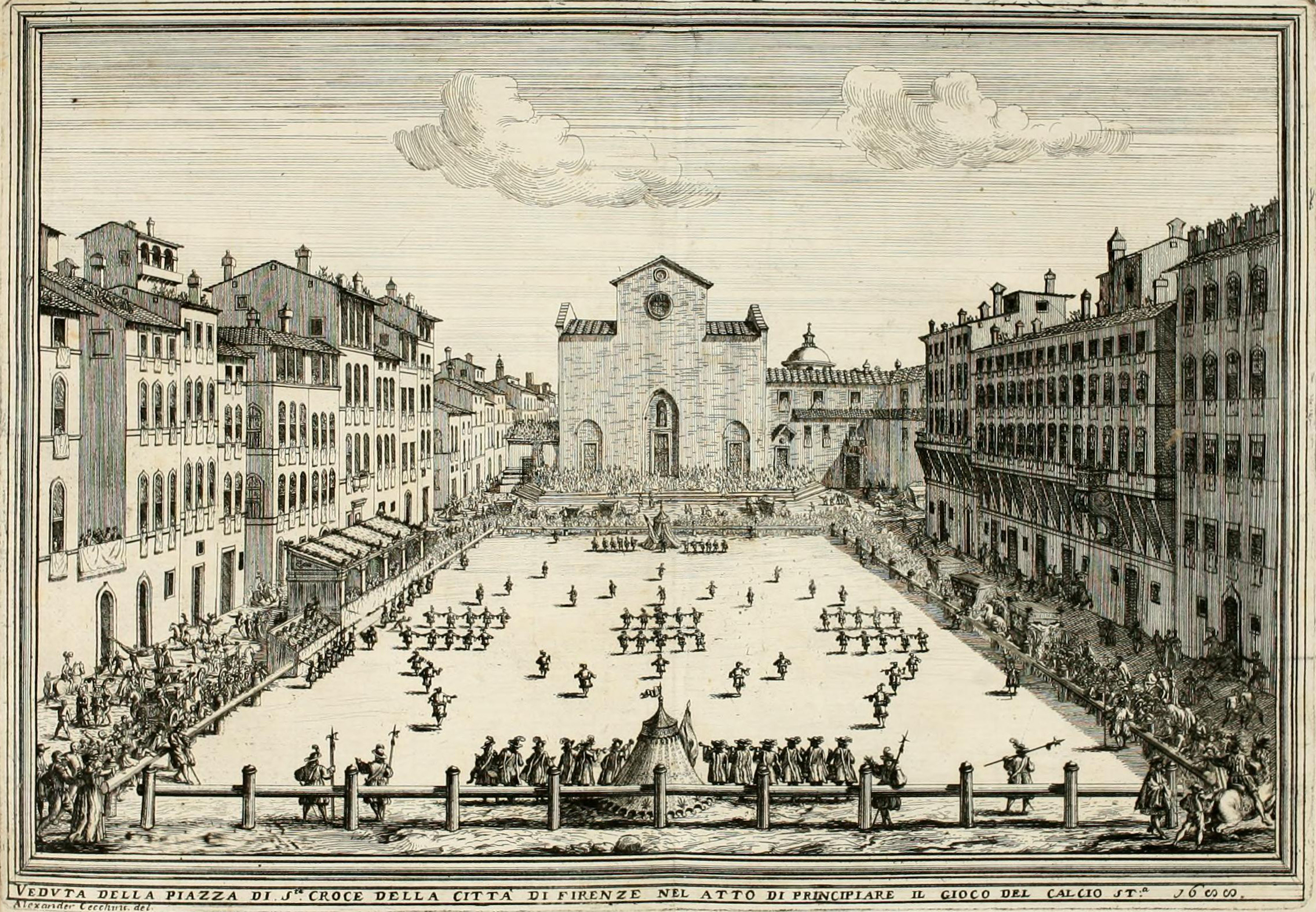
カルチョ・フィオレンティノの競技場と開始位置の絵。Pietro di Lorenzo Biniの1688年の本から。

カルチョ・ストーリコ・フィオレンティノ（伊: Calcio storico fiorentino、フィレンツェの歴史的カルチョ）は、16世紀のイタリアに起源を持つ初期フットボールの一種である。フィレンツェのサンタ・クローチェ広場がこのスポーツの揺り籠であり、「giuoco del calcio fiorentino」（フィレンツェのカルチョゲーム）あるいは単にcalcio（カルチョ）として知られるようになった。「カルチョ」は後にイタリア語でサッカーを示す名称となった。
カルチョの公式ルールは1580年にジョヴァンニ・デ・バルディ伯爵によって初めて発表された。ローマのハルパストゥムと同様に、カルチョは27名からなるチームによって足と手の両方を使ってプレーされた。ゴールは競技場の周辺の指定された場所にボールを投げ入れることによって得られた。競技場はゴールを構成する狭いスリットのある巨大な砂場である。主審が1人、線審が6人、フィールドマスターが1人いる。それぞれの試合は50分間行われ、最も多い点を得たチームが勝者となる。
元々、カルチョは裕福な貴族のものであり、公現祭と四旬節の間の毎晩行われた。バチカンでは、クレメンス7世やレオ11世、ウルバヌス8世といった教皇でさえもカルチョをプレーしたことが知られている。
カルチョは200年あまりの間行われていなかったが、20世紀に入って1930年に復興された。今日では、サンタ・クローチェ広場で毎年6月第3週に3試合が行われている。4チームが最初の2試合でそれぞれ対戦し、勝者がフィレンツェの守護聖人である聖ジョヴァンニの日、6月24日に行われる決勝に進む。現代版ではヘッドバット、パンチ、肘撃、首締めといった戦術は許されているが、不意打ちや頭部への蹴りは禁止されている。

## チーム

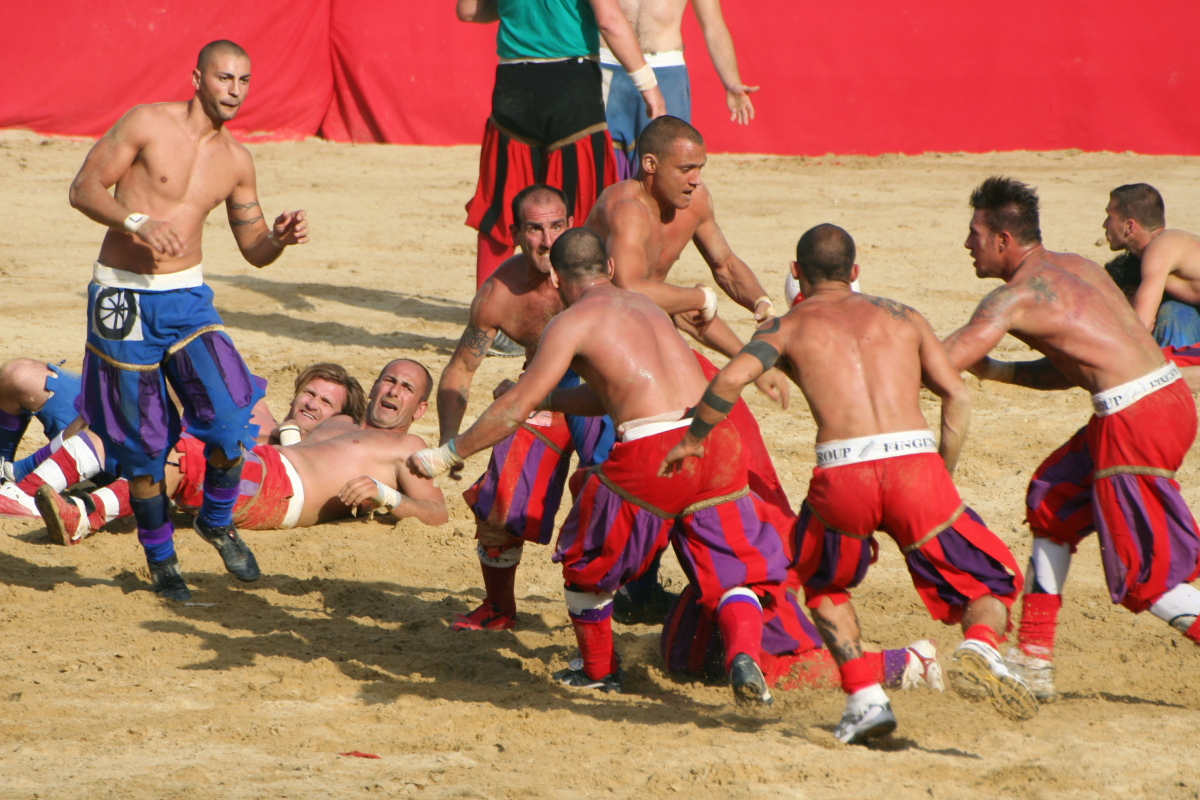
アズーリとロッシの試合

- Santa Croce / Azzurri（青）
- Santa Maria Novella / Rossi（赤）
- Santo Spirito / Bianchi（白）
- San Giovanni / Verdi（緑）